# Encarsia lanceolata
Encarsia lanceolata är en stekelart som beskrevs av Evans och Andrew Polaszek 1997. Encarsia lanceolata ingår i släktet Encarsia och familjen växtlussteklar.
Artens utbredningsområde är:
- Dominikanska republiken.
- Ecuador.
- Haiti.
- Puerto Rico.

Inga underarter finns listade i Catalogue of Life.